# Ulan & Bator

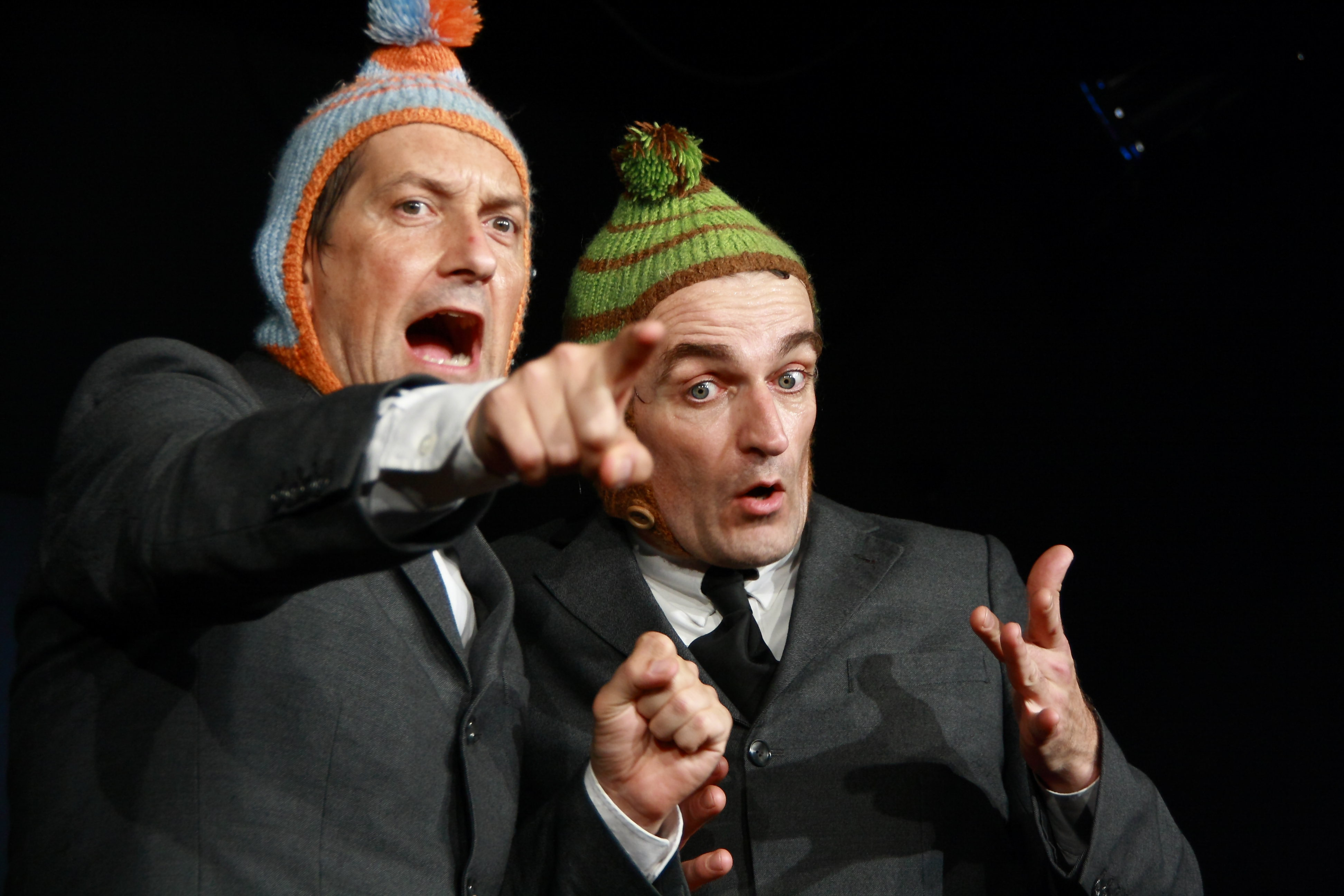
Ulan & Bator (2011)

Ulan & Bator ist ein deutsches Theaterduo, bestehend aus den beiden Schauspielern Sebastian Rüger (* 1967 in Bad Godesberg) und Frank Smilgies (* 1967 in Celle).

## Entstehung und Auftritte
Sebastian Rüger und Frank Smilgies lernten sich 1990 während ihres Schauspielstudiums an der Folkwanghochschule in Essen kennen. Nach zunächst getrennten Laufbahnen an diversen deutschen Bühnen gründeten sie im Jahr 2001 Ulan & Bator.
Bis zum ersten abendfüllenden Programm Wirrklichkeit, das am 24. Oktober 2007 Premiere hatte, spielten die beiden ausschließlich Mix-Shows und traten in Comedy-Sendungen wie dem Quatsch Comedy Club, bei Nightwash und Sarah Kuttner, sowie beim Arosa Humor-Festival auf. Außerdem wirkten sie im Radio in Comedyformaten bei 1Live (C.O.P. – Cops ohne Plan, Zappokalypse, Was wäre wenn ... u. a.) und WDR 2 (Zugabe) mit.
Am 27. Oktober 2014 führten Ulan & Bator in der Comedia in Köln das neue Programm Irreparabeln auf. In diesem setzten sie die Entwicklung ihres Spielstils aus Wirrklichkeit verdichtend fort, brachten gleichzeitig durch Themen wie Neoliberalismus, Bürgerkontrolle, Ausbeutung und andere politische Themen eine andere Qualität in ihr absurd-komisches Kabarett-Theater.
Am 11. Oktober 2019 feierte ihr 3. Programm namens „Zukunst“ im Düsseldorfer Kommödchen Premiere.
Frank Smilgies tritt auch solo als Gordon Brettsteiger auf.
Sebastian Rüger hatte am 2. November 2022 Premiere mit seinem Solo-Programm „Hätt ich doch ne Diagnose!“ im Ateliertheater Köln.
Am 24. März 2023 moderierte Sebastian Rüger als Parodie von Dieter Nuhr eine Episode der Fernsehshow ZDF Magazin Royale, die mit dem Titel Nuhr im Zweiten vollständig als Parodie auf die Kabarettsendung Nuhr im Ersten angelegt war. Im Abspann der Sendung wird er nur unter dem Pseudonym Werner Blohß genannt.
Am 25. Mai 2024 fand im Lustspielhaus München die Premiere ihres Programms "Undsinn" statt.

## Stil
Nach eigenen Aussagen betreiben Ulan & Bator in einer Art Cut-Up-System „Theater in der Form von Jazz mit dem Ausdruck von Comedy“. Dabei lassen sie ihre verschiedenen Einflüsse aus Sprechtheater, Fernseh- und Popkultur, Sketchen, Comedy, Musik und Tanz in „frei schwebendem Assoziationswahnsinn des Abendlandes“ nebeneinander wirken.
Ulan & Bator verbinden in ihrer Arbeit Elemente aus Theater, Musik, Comedy, Tanz, Improvisation und Wortwitz. Markenzeichen von Ulan & Bator sind zwei Pudelmützen, die ihre Träger auf der Bühne in das Reich der Fantasie und wilden Assoziationen eintreten lassen.
Ulan & Bator benutzen bei ihren Auftritten lediglich zwei Stühle als Requisite. Außerdem verzichten sie, bis auf einen Lichtwechsel am Ende, auf inszenatorische Mittel wie Toneinspieler oder Projektionen.

## Auszeichnungen
- 2009: Passauer Scharfrichterbeil
- 2010: Die Krönung Zürich
- 2010: Stuttgarter Besen – Hölzerner Besen
- 2010: Herborner Schlumpeweck (2. Platz)
- 2011: Deutscher Kleinkunstpreis in der Sparte Kleinkunst
- 2011: Memminger Maul
- 2011: Deutscher Kabarettpreis des Nürnberger Burgtheaters (Sonderpreis)
- 2013: Morenhovener Lupe
- 2013: Ravensburger Kupferle
- 2015: St. Ingberter Pfanne (Sonderpreis des saarländischen Ministers für Bildung und Kultur).
- 2015: 1. Platz des Kölner Kleinkunstpreises
- 2022: Deutscher Kabarettpreis (Hauptpreis)[5]